# Javier Sarmiento
Javier Augusto Sarmiento Olarte (Bucaramanga, Santander; 21 de junio de 1982) es un abogado y Alto Funcionario del gobierno colombiano. Nació en Bucaramanga, ciudad donde realizó sus estudios secundarios en el Colegio La Salle, posteriormente ingresó a la Facultad de Ciencias Jurídicas y Políticas de la Universidad Autónoma de Bucaramanga de donde se graduó obteniendo su título de Abogado. Además cuenta con una especialización en Derechos Humanos y Derecho Internacional Humanitario, así como una Maestría en Ciencias Penales y Criminológicas, ambos posgrados realizados en la Universidad Externado de Colombia. Desde el 3 de febrero de 2020 hasta el 27 de enero de 2021, se desempeñó como Viceministro de Política Criminal y Justicia Restaurativa. Durante la vigencia 2020 se desempeñó como ministro de Justicia y del Derecho encargado en el periodo de tiempo comprendido desde el 24 de agosto hasta el 4 de octubre de 2020, designado por el presidente de la República de Colombia Iván Duque Márquez. Su predecesora fue Margarita Cabello Blanco, que renunció al cargo. Actualmente ejerce su labor como procurador delegado para los Derechos Humanos, designado por la procuradora general de la Nación Margarita Cabello Blanco.